# مطالعه زمان و حرکت

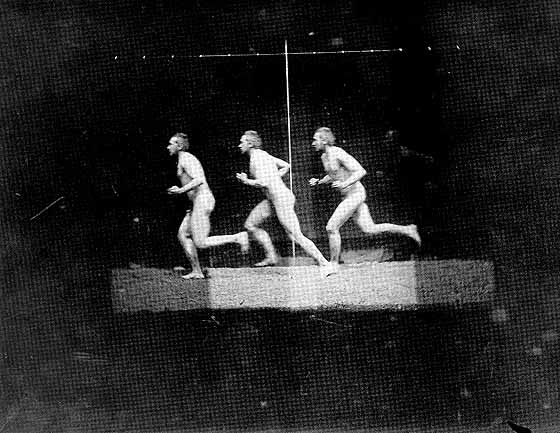
تصویری از نمایش زمان و حرکت

مطالعهٔ زمان و حرکت (انگلیسی: Time and motion study) یا مطالعههٔ حرکت و زمان، یک تکنیک کارآمد تجاری (بهره‌وری اقتصادی کسب‌وکار) است، که کار مطالعه زمان فردریک وینسلو تیلور را با کار مطالعه حرکت فرانک بانکر گیلبرث و لیلین مولر گیلبرث ترکیب می‌کند. این تکنیک بخش عمده‌ای از روش مدیریت علمی (تیلوریسم) است. پس از اولین معرفی، مطالعه زمان در جهت تعیین زمان‌های استاندارد توسعه یافت، در حالی که مطالعه حرکت به تکنیکی برای بهبود روش‌های کار تبدیل شد. این دو تکنیک در یک روش کاملاً پذیرفته شده، قابل اعمال برای بهبود و ارتقاء سیستم‌های کاری یکپارچه و پالایش شدند. این رویکرد یکپارچه برای بهبود سیستم کاری تحت عنوان مهندسی روش‌ها شناخته می‌شود و امروزه در سازمان‌های صنعتی و خدماتی از جمله بانک‌ها، مدارس و بیمارستان‌ها به‌کار گرفته می‌شود.